# Tweede Slag bij Newtonia
De Tweede Slag bij Newtonia vond plaats op 28 oktober 1864 in Newton County, Missouri tijdens de Amerikaanse Burgeroorlog.
De restanten van de Zuidelijke strijdmacht onder leiding van generaal-majoor Sterling Price waren in volle terugtocht na hun nederlaag tegen de Noordelijken bij Newport. Op 28 oktober 1864 stopten ze om uit te rusten op ongeveer 3 km ten zuiden van Newtonia, Missouri. Rond 15.00u kregen de cavaleristen van generaal-majoor James G. Blunt de bagagetrein van Price in het zicht die net in de bossen verdween ten zuiden van het stadje op de Cassville Road. De McLain's Colorado Light Artillery en het 15th Kansas Cavalry openden het vuur op de Zuidelijken.
Blunt stelde de 16th Kansas Cavarly en de 2nd Colorado Cavalry op en leidde persoonlijk de aanval op de Zuidelijken. De meesten van de Zuidelijke scherpschutters waren zowel mentaal als fysiek niet tot veel meer instaat. Hun linie werd vrijwel onmiddellijk doorbroken. De divisie van brigadegeneraal Joseph O. (Jo) Shelby reed naar voren. De stapten af van hun paarden en vormden een slaglinie. De voorste Noordelijke soldaten werden teruggedreven. Toen meer Noordelijke artillerie en versterkingen onder leiding van brigadegeneraal John B. Sanborn arriveerde, trok ook Shelby zich tegen het invallen van de duisternis terug. Shelby kon door dit achterhoedegevecht een groot deel van het Zuidelijke leger laten ontsnappen. De volgende ochtend was Price in het Indian Territory. Ondanks de duur en de intensiteit van de gevechten viel het aantal slachtoffers mee. De Noordelijken verloren 400 soldaten tegenover 250 voor de Zuidelijken.

## Zie verder
- Larry Wood, The Two Civil War Battles of Newtonia. Charleston, South Carolina: The History Press, 2010. Part of the History Press' Civil War Sesquicentennial Series. ISBN 1-59629-857-X